# Louis Champeaux
Georges Babet, dont le nom de plume est Louis Champeaux, né le 7 juin 1890 dans le 16e arrondissement de Paris et mort pour la France sur le plateau de Craonne dans le département de l'Aisne, le 6 mai 1917, est un écrivain français du XXe siècle. Son pseudonyme est inscrit au Panthéon dans la liste des 560 écrivains morts pour la France.

## Biographie
Georges Louis Babet, né le 7 juin 1890 au no116 avenue Victor Hugo à Paris, est le fils de Charles Théophile Babet (1860-1944), architecte et de Louise Charton (1863-1930), directrice d'école.
Après avoir passé son enfance en Normandie, la famille s'installe à Clamart. Inscrit au lycée Carnot, il obtient de très bons résultats mais préfère l'école buissonnière et les activités extérieures. Sportif il est licencié au club de Sceaux avec son frère Henri en 1910.
En octobre 1911, il est employé de banque au Comptoir d'escompte quand il est incorporé pour faire son service militaire au 1er régiment de cuirassiers à Paris. Il participe au championnat de France militaire de cross-country en mai 1913 et termine en octobre 1913 avec le grade de brigadier.
Il écrit des contes et nouvelles, dont les premiers sont publiés sous le nom de Louis Champeaux dans des revues dirigées par sa mère, La Famille et La Femme au foyer. D'autres nouvelles suivront : Le Maître de la mort au Mercure de France en 1912 et La Dernière course dans Le Miroir en mai 1914.
C'est pendant son service militaire, passé dans un service administratif que lui vient l'idée d'écrire un roman. Il occupe ses journées à la Bibliothèque nationale à dévorer des livres de sciences. Son unique roman L'Expérience du Docteur Forgues, est publié en mars 1913. Le journal Le Radical en parle comme du « plus passionnant des romans que cette histoire d'un moderne "surhomme", accumulant les sacrifices, et les cruautés pour réaliser, dans le mystère d'un domaine perdu, avec la complicité de toutes les douceurs de la nature méditerranéenne, la plus étrange et la plus troublante des expériences. Le docteur Antonin Forgues restera, parmi les personnages les plus originaux de notre littérature moderne, comme le type représentatif de cette humanité dont parle Edmond Haraucourt, cette nouvelle humanité, desséchée par l'intellectualisme, qui prend conscience d'elle-même pour s'écrier : Je sens que je deviens cerveau ». Octave Béliard écrit : « Ce qu'il faut dire, et ce qui est surprenant, c'est l'équilibre de la composition, la nette et sûre logique qui dispose l'ordre des pensées, le sens des proportions, une invention ingénieuse, le souci le graduer l'intérêt suivant une progression dramatique qui ne vient point entraver l'étalage ennuyeux d'une érudition pourtant considérable. Ce sont là des qualités que les jeunes débutants ne possèdent point ordinairement et que pourraient désirer beaucoup de leurs glorieux anciens. Ce livre est le roman d'un penseur, mais ce n'en est pas moins, avant tout, un roman, c'est-à-dire un récit captivant et plein de surprises qu'on abandonne malaisément quand on en a tourné quelques feuillets. M. Champeaux, à l'âge où tant d'autres balbutient, affirme déjà une forte personnalité ».
Il est secrétaire de rédaction à La Science et la vie quand il est rappelé lors de la mobilisation d'août 1914 au 19e escadron du train.
Il passe sous-lieutenant au 34e régiment d'infanterie en avril 1915. En décembre 1915, il est cité à l’ordre de la brigade en ces termes : « le 21 novembre 1915, a dirigé énergiquement et intelligemment l'attaque d’une patrouille allemande qu'il a refoulée et mise en fuite, en lui faisant un prisonnier ».
Promu lieutenant à la 9e compagnie du 34e régiment d'infanterie en avril 1916, il est cité en juin 1916 : « officier énergique et courageux. Les 23 et 24 mai 1916 s'est dépensé sans compter pour maintenir le moral des hommes sous un terrible bombardement. Est allé déterrer sous les obus un de ses caporaux qui venait d'être enseveli ».
Son frère Henri Babet, sous-lieutenant dans le même régiment que Georges est tué le 4 mai 1917 au sud-ouest de Craonne à la Bataille du Chemin des Dames,.
Deux jours plus tard, le 6 mai 1917, ayant reçu une balle dans la poitrine, Georges Babet est porté par un soldat qui doit se laisser tomber dans un trou d'obus pour s'abriter de la mitraille, sur le plateau de Craonne. C'est là qu'il expire. Son cadavre ne sera pas retrouvé,,. 
Il est cité à l'ordre de l'armée en ces termes en octobre 1917 comme un « officier remarquable. Possédant les qualités militaires les plus hautes. A toujours été pour sa compagnie l'exemple du chef brave jusqu'à la témérité, l'incarnation de l'honneur militaire. A, au cours des attaques des 5 at 6 mai 1917 fait de nombreux prisonniers, repoussé nuit et jour des contre-attaques ennemies. Luttant aussi bien pour son propre compte que pour soutenir les unités voisines engagées. A été tué glorieusement à son poste ». 

## Distinctions
- Chevalier de la Légion d'honneur, à titre posthume, arrêté du 3 octobre 1919[17]

## Hommages
- Le nom de plume de Georges Babet, Louis Champeaux, est inscrit au Panthéon dans la liste des 560 écrivains morts pour la France pendant la guerre de 1914-1918[18].
- Son nom figure sur la plaque commémorative de l'Hôtel de ville de Vernon[19].

## Œuvres principales
- L'Expérience du Docteur Forgues, roman, 1913